# 灯光
《灯光》（俄语：Огонёк）是一首创作于1947年的苏联歌曲，由米哈伊尔·伊萨科夫斯基作词。歌曲以苏德战争期间姑娘送士兵上战场为主题。中文译配者为袁志超。